# Condado de Harewood

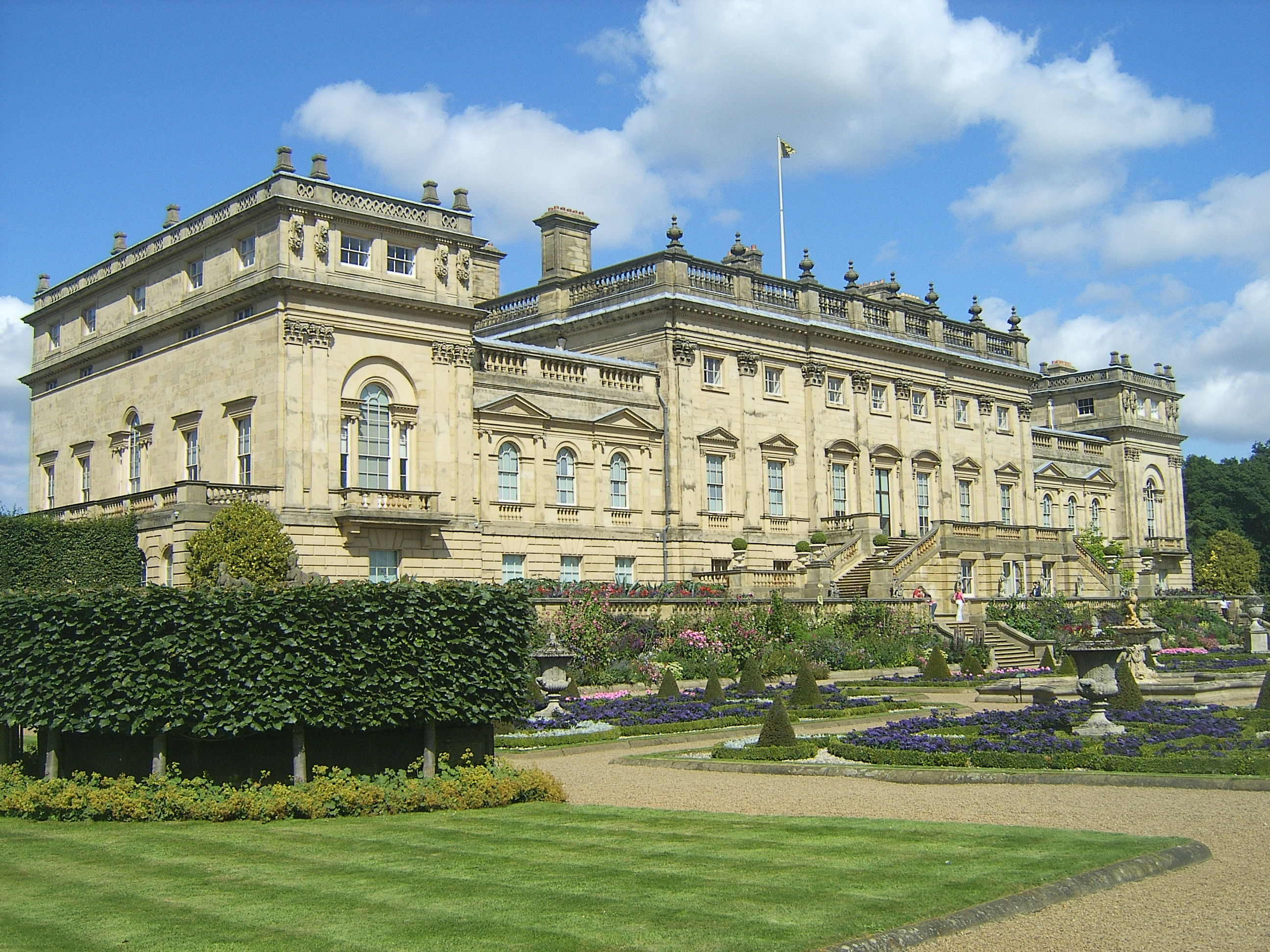
La mansión Harewood

Conde de Harewood, en el condado de York, es un título de la nobleza del Reino Unido. Fue creado en 1812 para Edward Lascelles, I conde de Harewood, un rico propietario de plantaciones de azúcar y exmiembro del Parlamento por Northallerton. Él ya tenía el título de barón Harewood, de Harewood en el condado de York, en 1796, en el nobleza de Gran Bretaña. Edward fue hecho vizconde Lascelles en el mismo momento que recibió el condado. El vizcondado se usa como un título de cortesía por el heredero formal del condado. Lascelles fue un primo de tercer grado y heredero de derecho de Edwin Lascelles, que ya en 1790 había sido titulado como barón Harewood del Castillo de Harewood en el condado de York (en la nobleza de Gran Bretaña). Sin embargo, este título quedó extinto con su muerte, en 1795.
EL conde fue sucedido por su hijo, el segundo conde. Este representó notablemente a Yorkshire, Westbury y a Northallerton en la Cámara de los Comunes. Su hijo, el tercer conde, también fue un miembro del parlamento por Northallerton. Su bisnieto, el sexto conde, contrajo matrimonio en 1922 con la princesa María, hija del rey Jorge V y la reina María. El séptimo conde, primo de la reina Isabel II, sucedió a su padre en 1947 y está en la línea de sucesión al trono británico.
Entre otros miembros de la familia, está William Saunders Sebright Lascelles, tercer hijo del segundo conde, que fue un político whig. Su quinto hijo, sir Frank Cavendish Lascelles, fue un embajador británico en Rusia y en Alemania.
La propiedad principal de la familia es la Casa Harewood, cerca de Leeds, en Yorkshire. Este gran palacio fue financiado gracias al trabajo de los esclavos en las lucrativas plantaciones de azúcar en las haciendas del Caribe. Es una de las mansiones más destacadas del país, por sus lujosos interiores y colecciones de arte. El nombre de la casa, así como la baronía y el condado, se pronuncia "Harwood". 

## Barones Harewood (1790)
- Edwin Lascelles, I barón de Harewood (1713–1795)

## Condes de Harewood (1812)
- Edward Lascelles, I conde de Harewood (1740-1820)
- Henry Lascelles, II conde de Harewood (1767-1841)
- Henry Lascelles, III conde de Harewood (1797-1857)
- Henry Thynne Lascelles, IV conde de Harewood (1824-1892)
- Henry Ulick Lascelles, V conde de Harewood (1846-1929)
- Henry George Charles Lascelles, VI conde de Harewood (1882-1947)
- George Henry Hubert Lascelles, VII conde de Harewood (1923-2011)(*)
- David Lascelles, VIII conde de Harewood (1950-(*)

El heredero aparente es su hijo mayor, Alexander Edgar, Visconde Lascelles (n. 1980)